# Lincoln Park Zoo
Koordinaten: 41° 55′ 18,1″ N, 87° 38′ 1,2″ W
Der Lincoln Park Zoo ist ein Zoo, der sich in Chicago im US-Bundesstaat Illinois befindet. Der Zoo ist Mitglied bei der Association of Zoos and Aquariums (AZA).

## Geschichte
Mit dem Geschenk von zwei Schwänen an den Lincoln Park im Jahr 1868 begann die öffentliche Ausstellung von Tieren in Chicago. 1870 baute der Zoo ein erstes Tierhaus. In den folgenden Jahren wurden dem Zoo Bisons, Füchse, Wapitis, Wölfe, Adler, Pumas, Pfauen und Tauben gespendet. 1878 bestätigte die Parkverwaltung, dass zum Besuch des Zoos keine Gebühren erhoben werden. 1904 wird ein Vogelhaus eröffnet, das später umgebaut wurde und als ältestes Gebäude im Zoo weiterhin als McCormick Bird House betrieben wird. Das 1912 erbaute Raubtierhaus wurde später modernisiert und ist als Pepper Family Wildlife Center der Lebensraum für Großkatzen.
1923 wurde Chicagos erstes Aquarium eröffnet, das mittlerweile als Park Place Café betrieben wird. Das Kleine Raubtierhaus wurde 1927 erbaut, später erweitert und ist unter dem Namen Helen Brach Primate House eine zentrale Einrichtung im Zoo, wo in erster Linie verschiedene Primatenarten gezeigt werden.
1943 kaufte der Lincoln Park Zoo den weiblichen Asiatischen Elefanten Judy für 2500 US-Dollar vom ebenfalls in Chicago gelegenen Brookfield Zoo. Für den Transport war ein Flachbettlastwagen vorgesehen. Judy weigerte sich jedoch, dieses Fahrzeug zu besteigen, woraufhin sie den Weg zwischen den beiden Zoos zu Fuß zurücklegte. Judy verblieb bis zu ihren Tod 1971 im Zoo.
1959 erfolgte die Gründung der Lincoln Park Zoological Society, die für das Sammeln von Spenden, den Ankauf von Tieren und den weiteren Ausbau des Zoos verantwortlich wurde. 2015 startete die Kampagne The Pride of Chicago, deren erstes Projekt die Eröffnung einer neuen Anlage für Japanmakaken war. Anschließend wurde im Rahmen des Programms mit dem Robert und Mayari Pritzker Penguin Cove eine neue Anlage für Pinguine in Betrieb genommen.
2018 wurde anlässlich der 150-Jahr-Feier auf die Entwicklung des Zoos hingewiesen, der sich von einem Unterhaltungstierpark mit der reinen Zurschaustellung von Tieren zu einer Institution, bei der der Artenschutz im Vordergrund steht, entwickelt hat. Es wurde auch herausgestellt, dass der Zoo als einziger privat verwalteter Tierpark in den USA den Besuchern freien Eintritt gewährt. Dieser Vorzug soll bis zum Jahr 2050 erhalten bleiben.

## Tierbestand und Anlagenkonzept

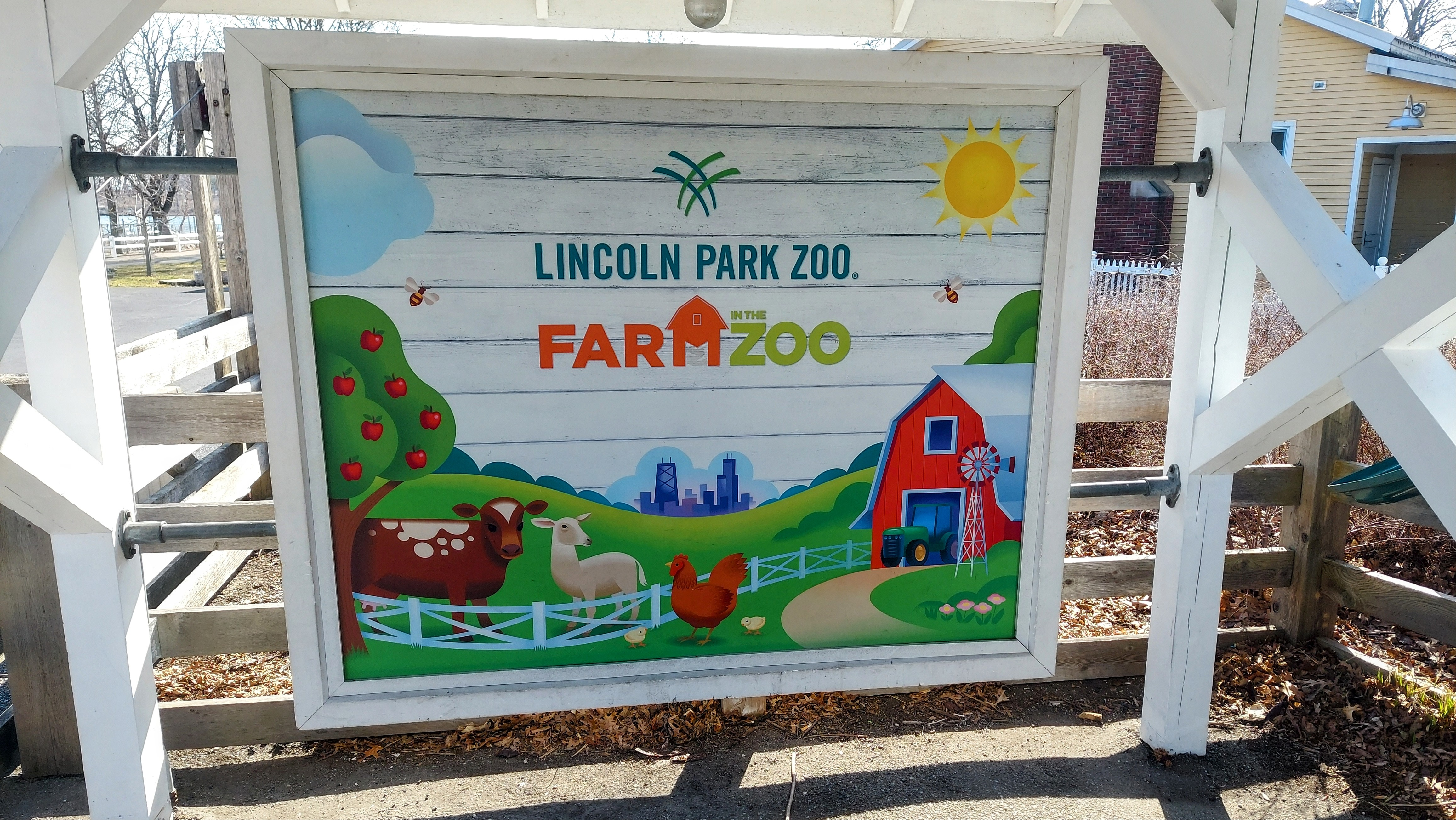
Schild des Farm Zoos

Im Zoo leben auf einer Fläche von rund 14 Hektar ca. 200 Tierarten aus den Bereichen Säugetiere, Reptilien, Amphibien, Vögel, Fische und Insekten. Diese sind überwiegend nach ihren geografischen Vorkommensgebieten gruppiert, wobei Arten, die verträglich in freier Wildbahn zusammenleben, auch im Zoo gemeinsam untergebracht sind. Auf dem Gelände gibt es auch einen Kinderzoo, einen kleinen Bauernhof und ein Karussell. Außerdem befinden sich im Zoo ein Bildungszentrum mit Lehrräumen, ein Verwaltungsgebäude sowie mehrere Andenkenläden und Restaurants.
Auf dem parkartigen Gelände wachsen ca. 850 Pflanzenarten, darunter über 100-jährige Eichen. Diese natürliche Umgebung, die auch eine als Natural Boardwalk bezeichnete Promenade um einen kleinen See enthält, stellt den Lebensraum für viele heimische Vogel-, Frosch-, Schildkröten-, Fisch- und Insektenarten dar. 2019 wurde der Zoo als Arboretum akkreditiert.

## Arterhaltungs- und Schutzprogramme
Der Lincoln Park Zoo beteiligt sich an einer Vielzahl von Arterhaltungs- und Schutzprogrammen weltweit. Dabei wird nicht nur der Bestand der Lebensräume von Tieren gefördert, sondern auch der Erhalt lokaler menschlicher Kulturen. Eine intensive Beziehung zur lokalen Dorfbevölkerung ist für die wissenschaftlichen Ziele vieler Projekte von entscheidender Bedeutung. Beispielsweise profitieren die Bewohner von drei lokalen Dörfern, die sich im Goualougo Triangle im Nationalparkt Nouabalé-Ndoki in der Republik Kongo in Zentralafrika befinden, von den Forschungen und den Schutzprogrammen für Gorillas und Schimpansen. Diese Region wird in erster Linie von einer indigenen Bevölkerung besiedelt und es ist für diese Menschen von Bedeutung, dass sie aufgrund von Tourismus oder Beschäftigung als Ranger ihren Lebensstandard verbessern können.
Ein besonderes Anliegen der Zoos ist es, die lokale Tierwelt zu erforschen und zu schützen, da sie durch die Zerstörung ihres Lebensraums durch Straßen und Verkehr, menschliche Aktivitäten, Haustiere und invasive Arten in ihrer natürlichen Lebensweise behindert wird. Mit zielgerichtetem Management können städtische Gebiete jedoch eine Reihe von Wildtierarten beherbergen. Um die biologische Vielfalt des Großraums Chicago zu bewerten, hat das Urban Wildlife Institute des Lincoln Park Zoos Überwachungsstationen in Stadtparks, Golfplätzen und Friedhöfen einschließlich der Innenstadt von Chicago und seinen Vororten eingerichtet. Seit 2010 werden bewegungsaktivierte Wildkameras an mehr als 100 Standorten eingesetzt, um festzustellen, welche Arten vorhanden sind sowie um räumliche und langfristige Muster von Wildtiergemeinschaften zu bewerten.

## Galerie
Die folgende Bildreihe zeigt einige Säugetier- und Vogelarten aus dem Bestand des Lincoln Park Zoos:

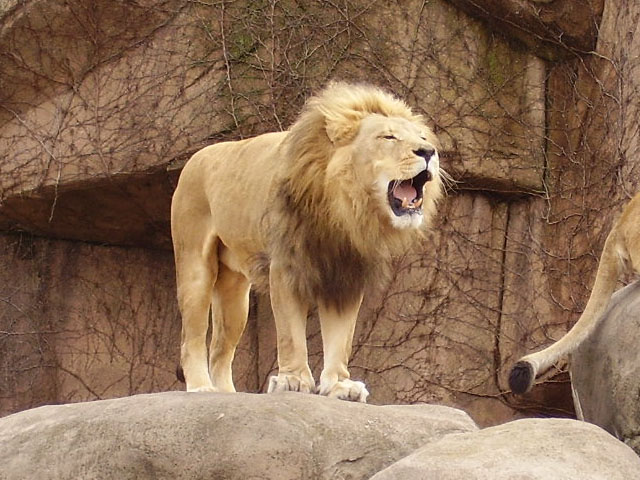
Löwe
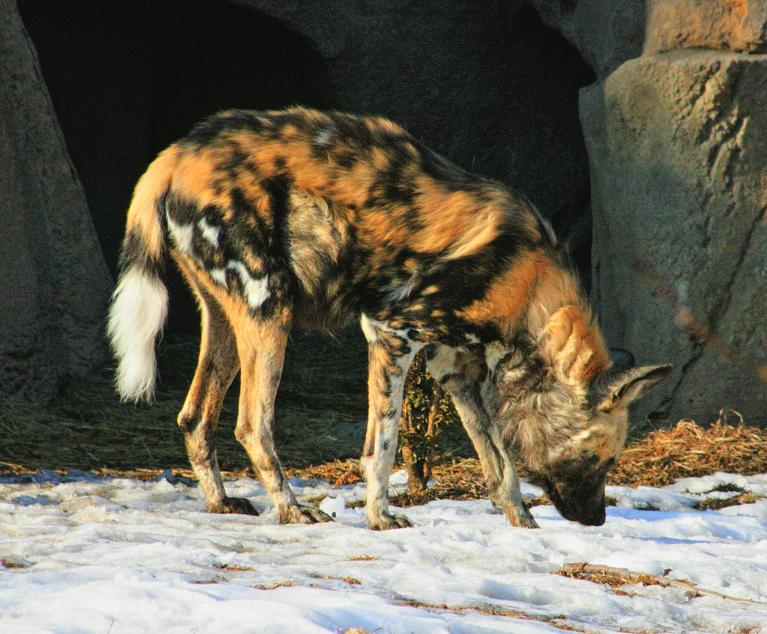
Afrikanischer Wildhund
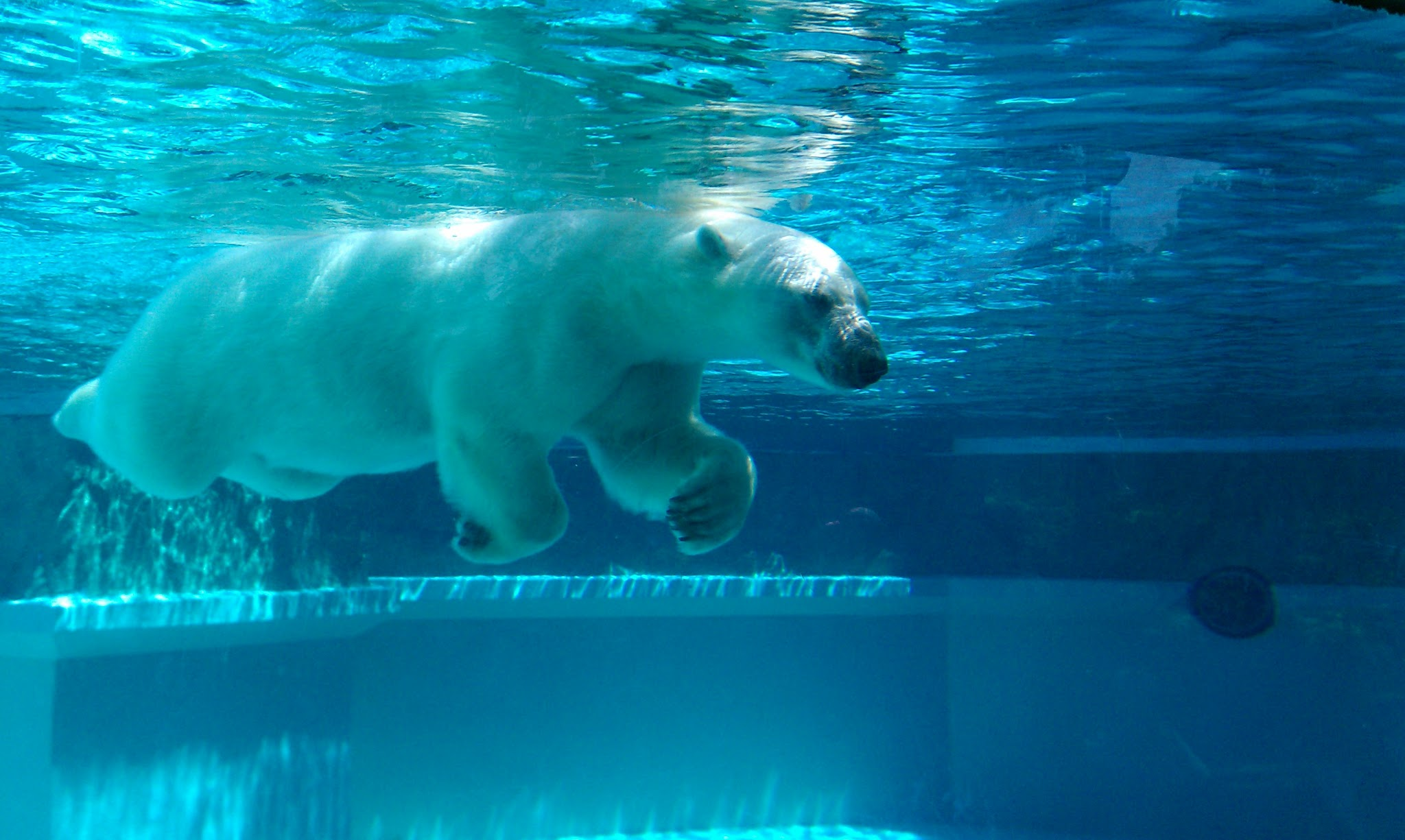
Schwimmender Eisbär
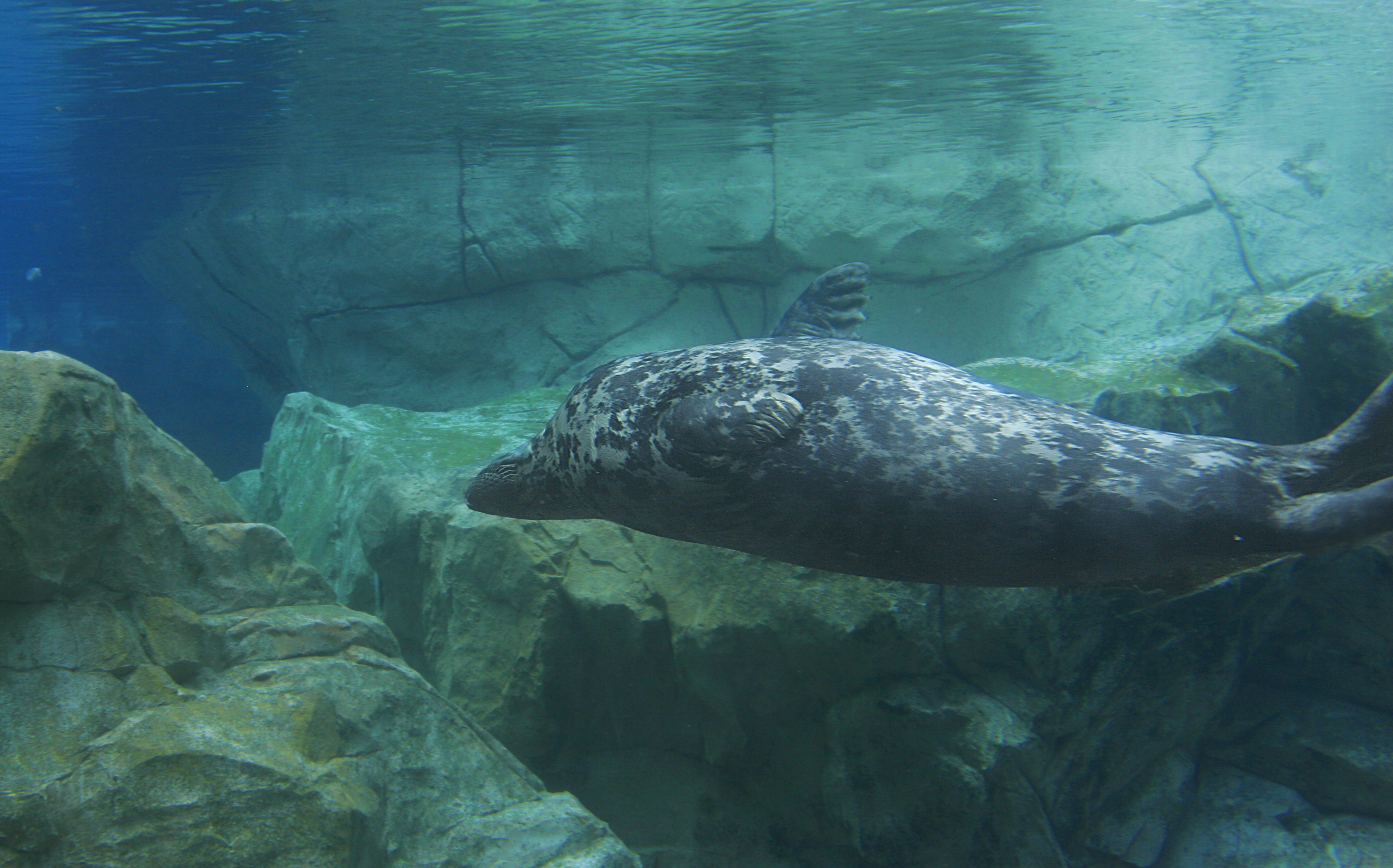
Kegelrobbe
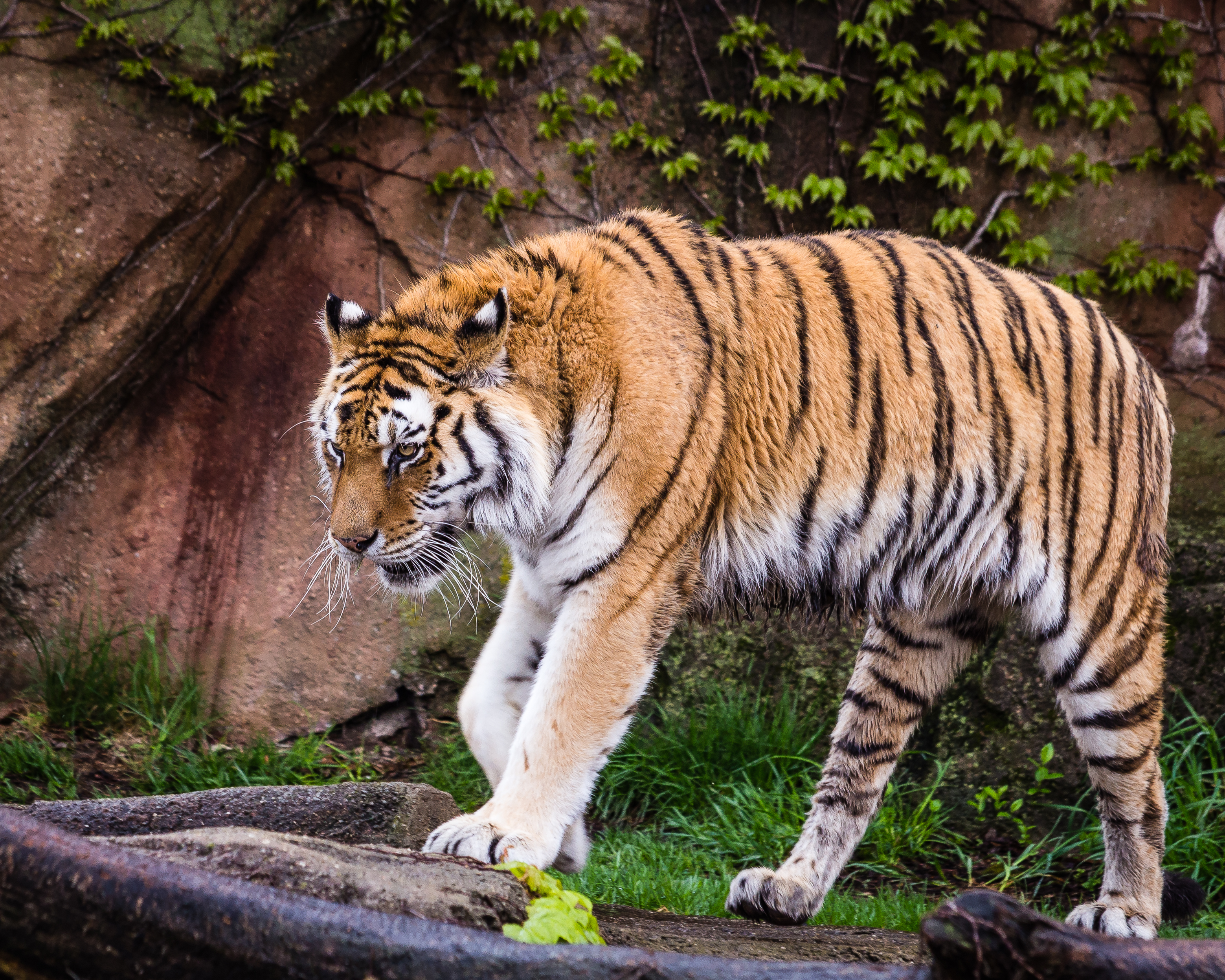
Sibirischer Tiger
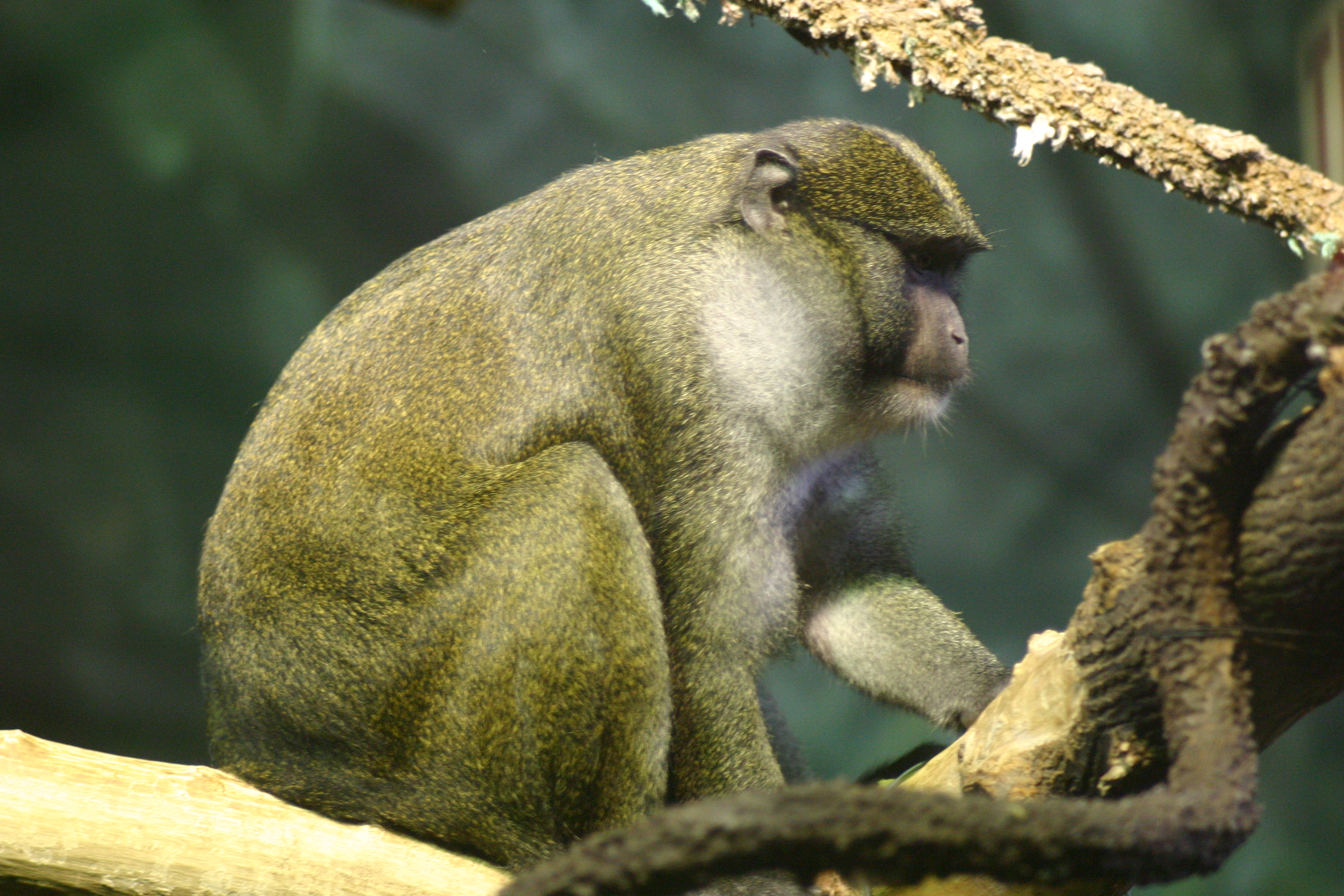
Sumpfmeerkatze
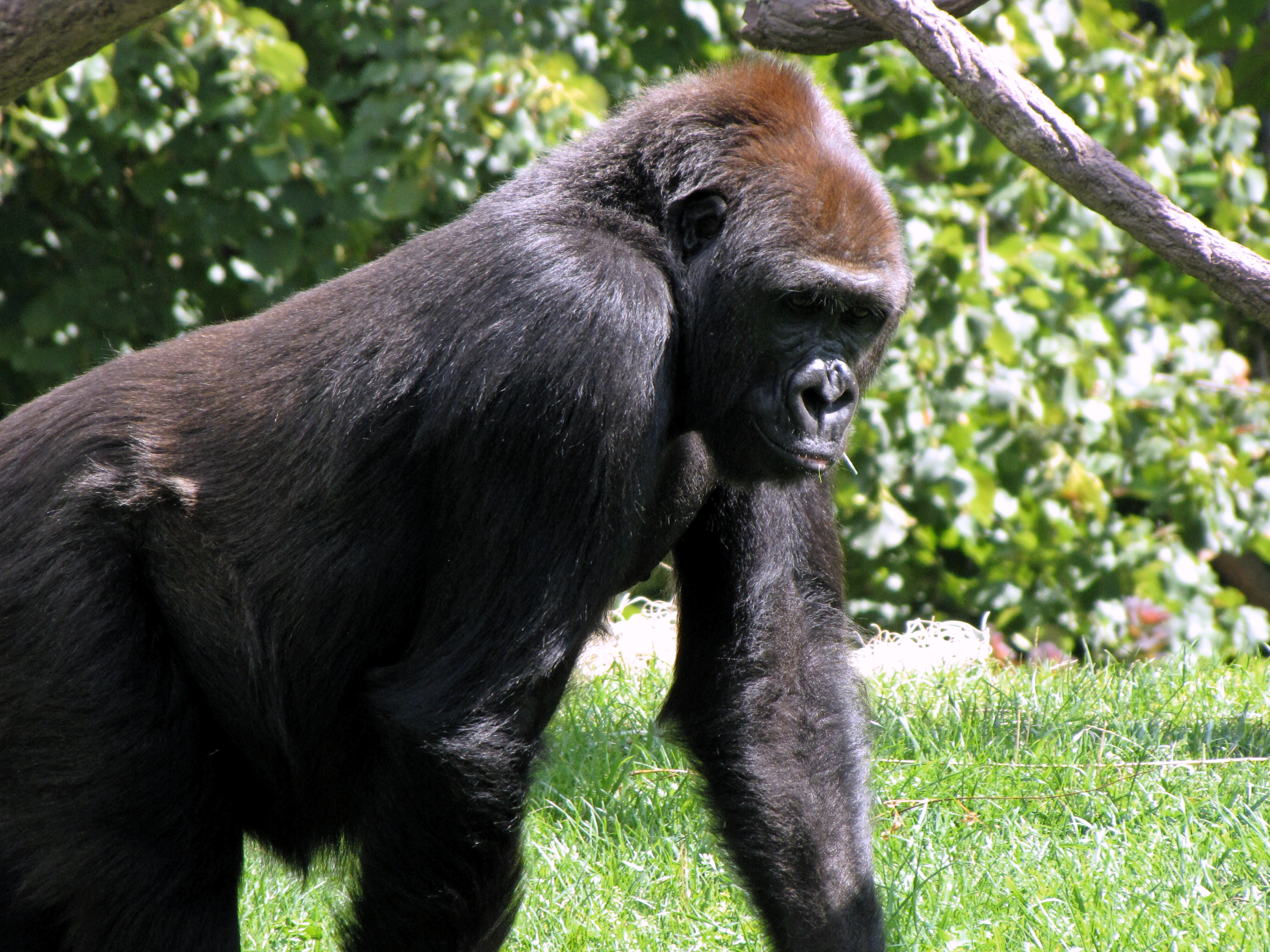
Westlicher Flachlandgorilla
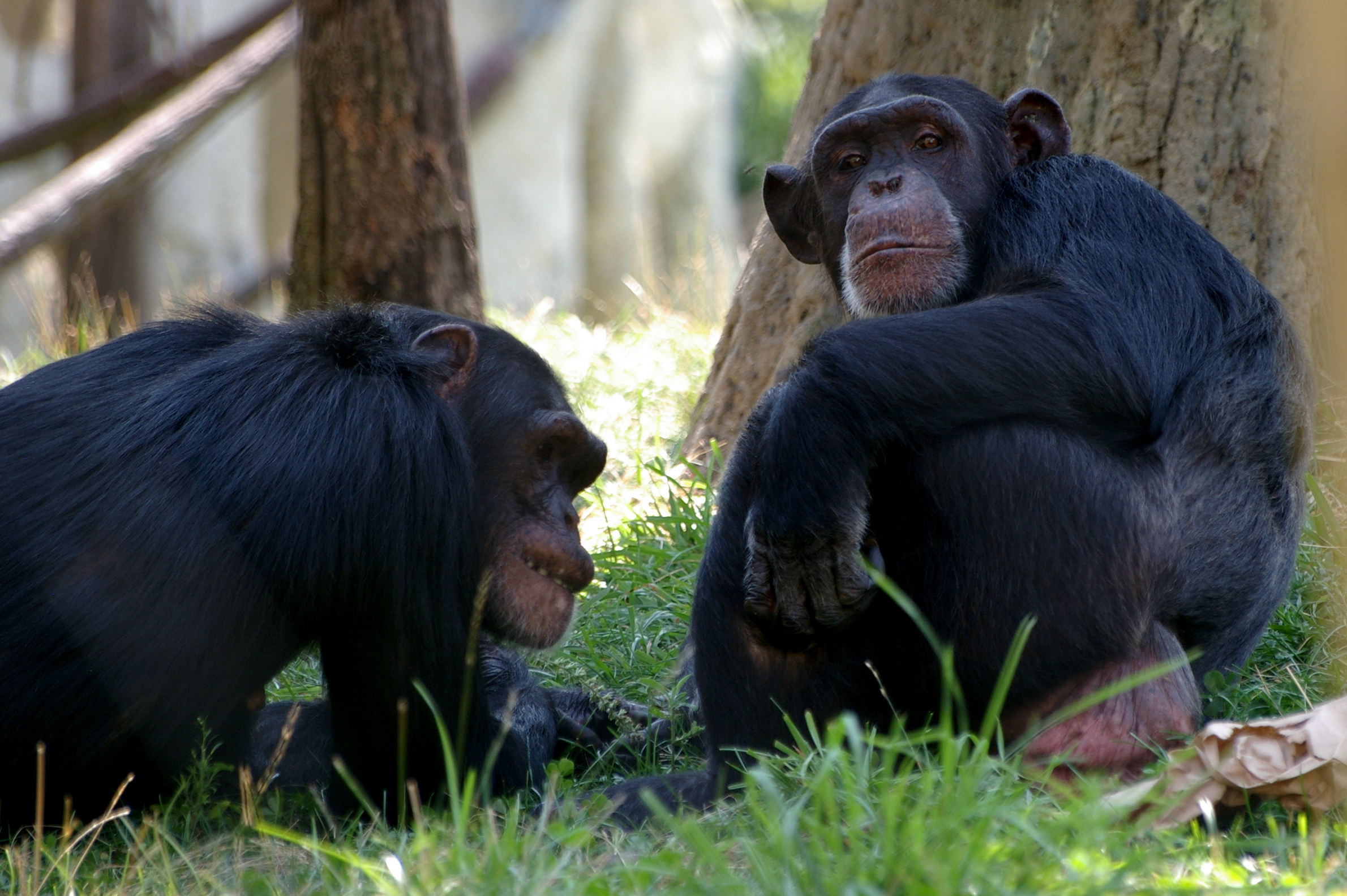
Schimpansen
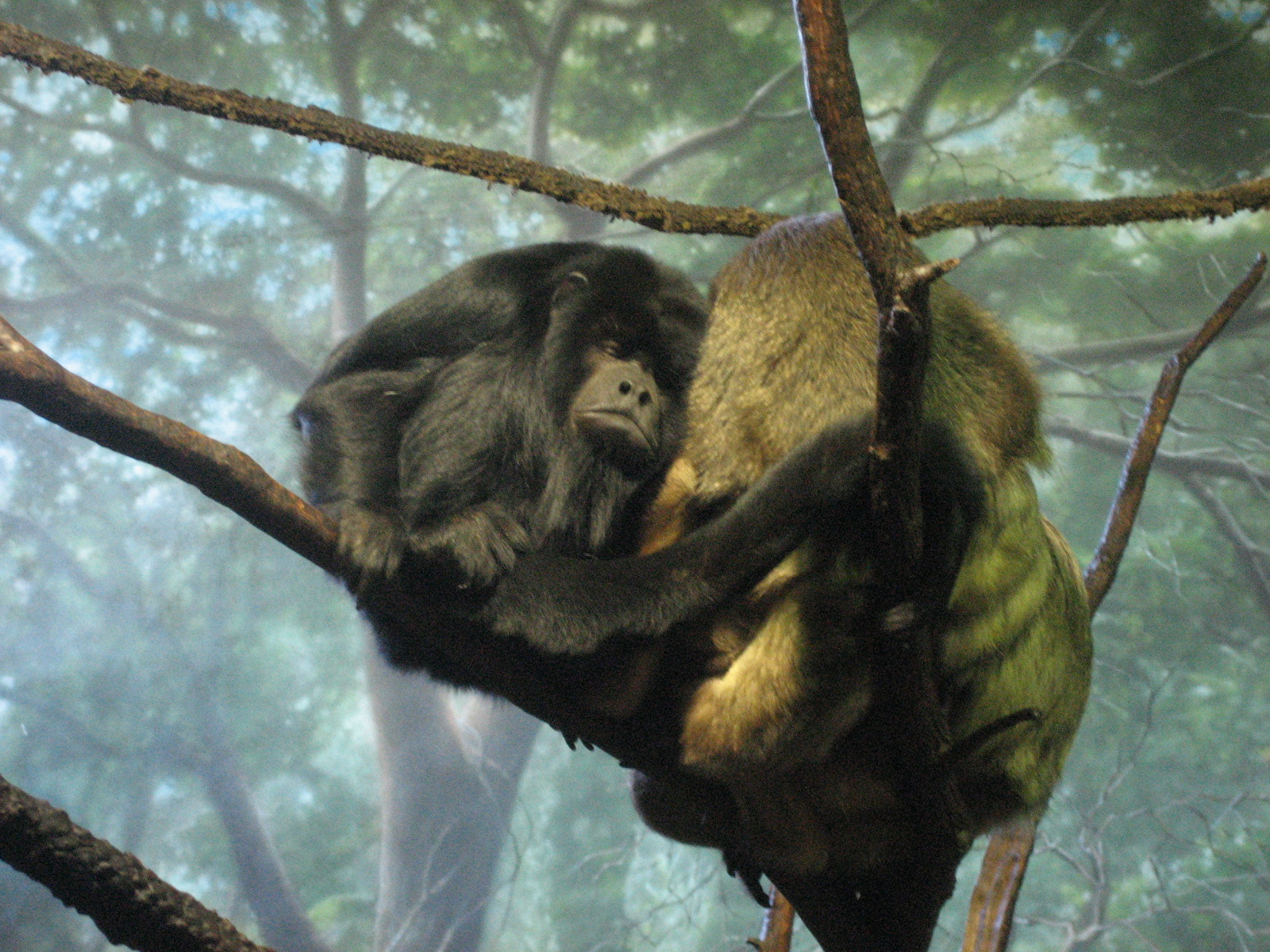
Brüllaffen
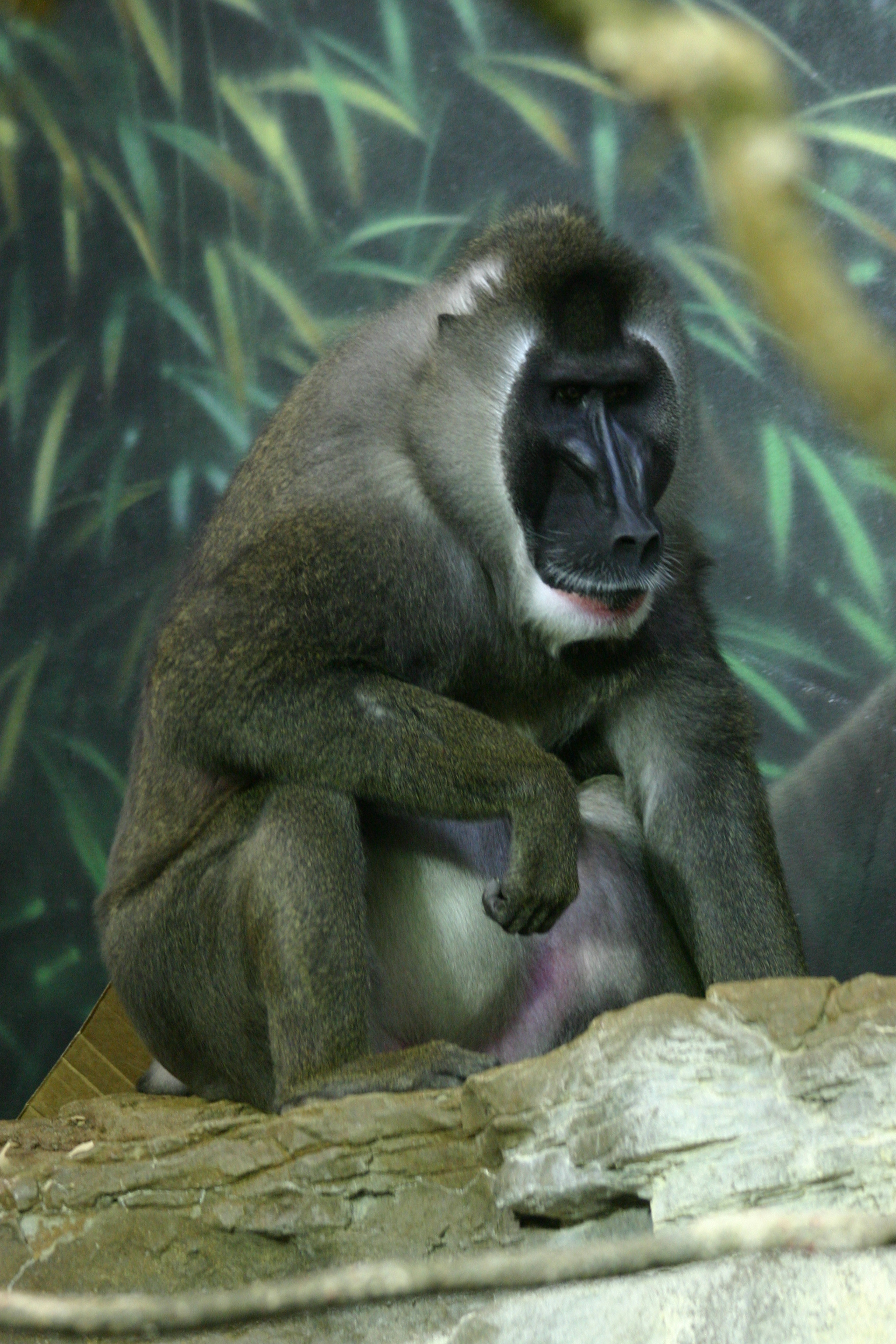
Drill
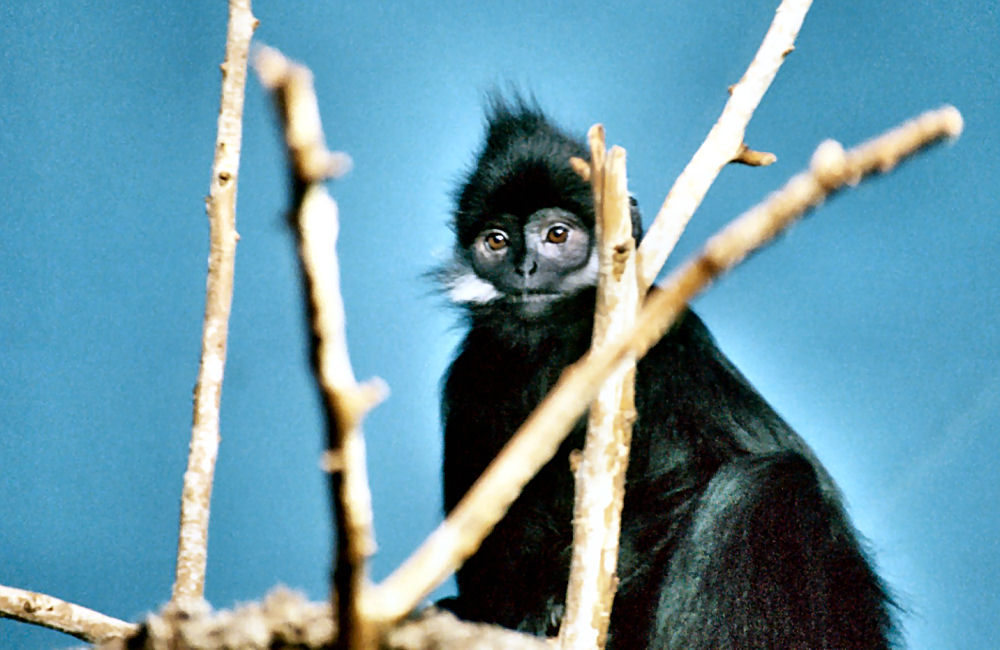
Tonkin-Schwarzlangur
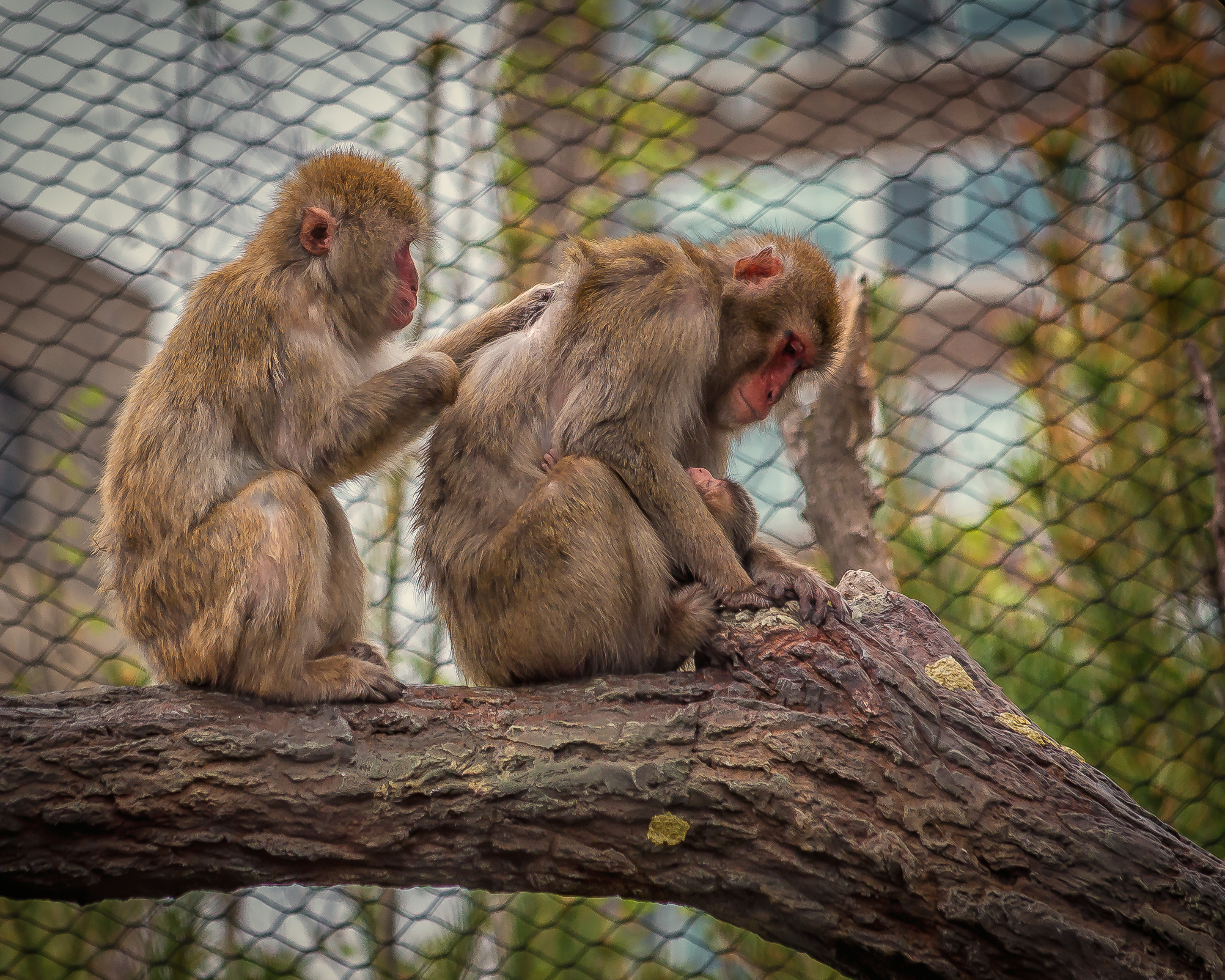
Japanmakak-Familie
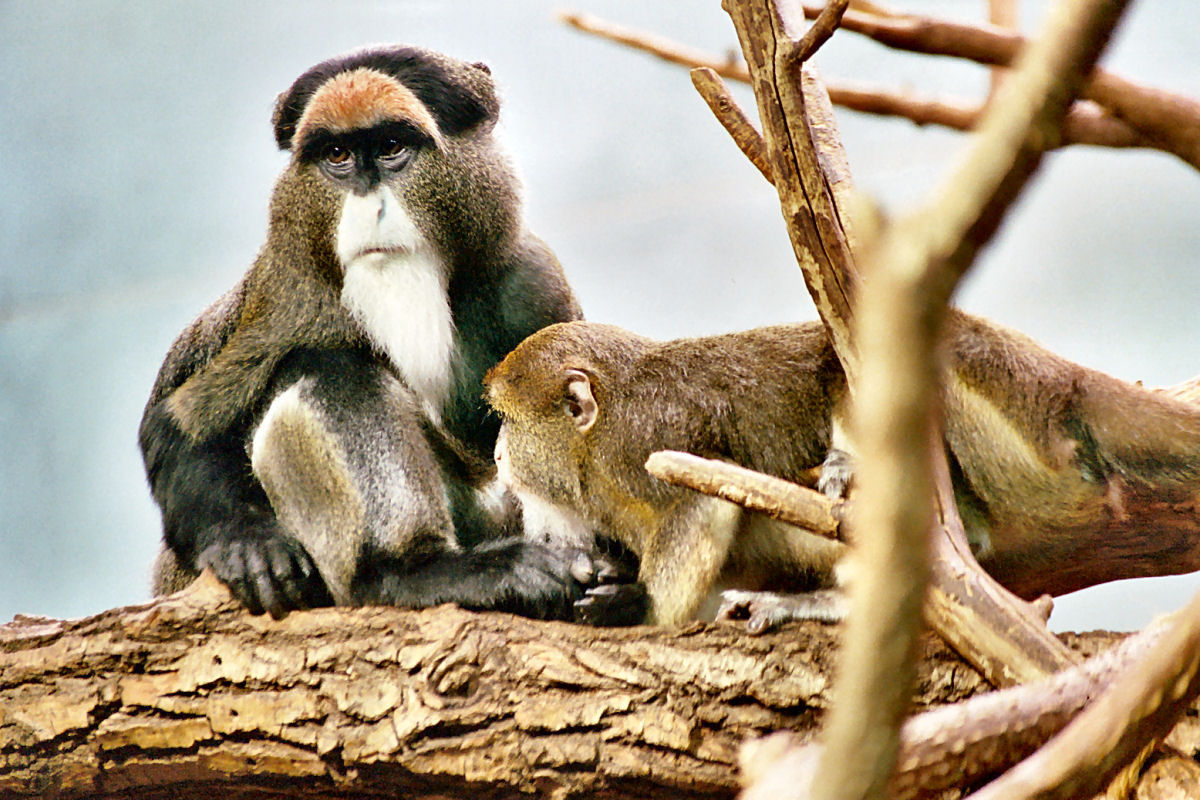
Brazzameerkatzen
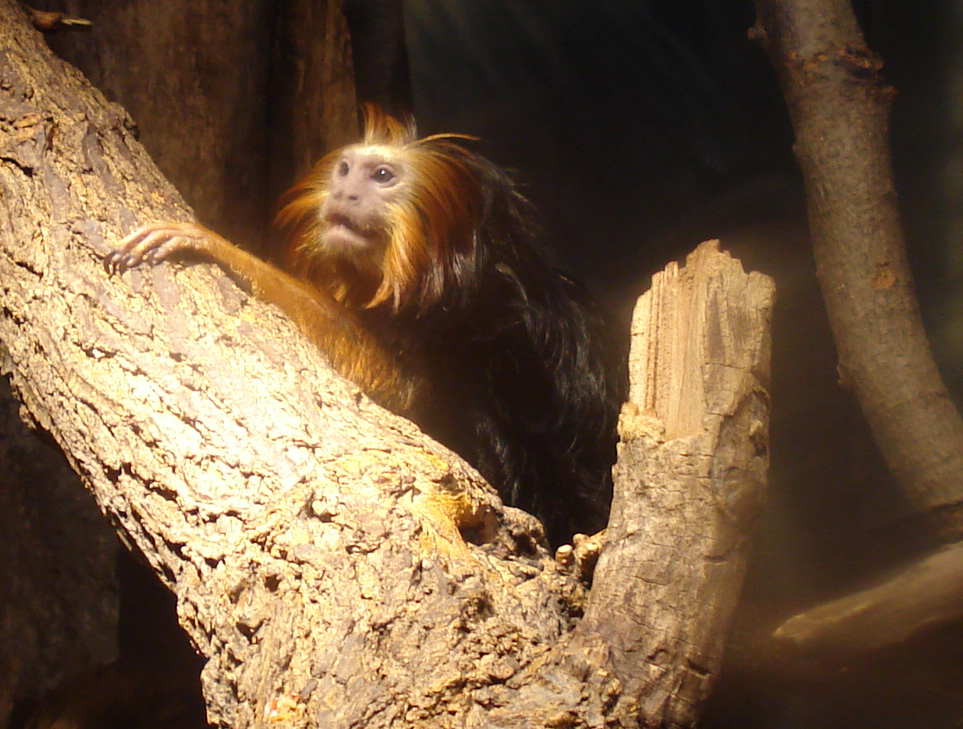
Goldkopflöwenäffchen
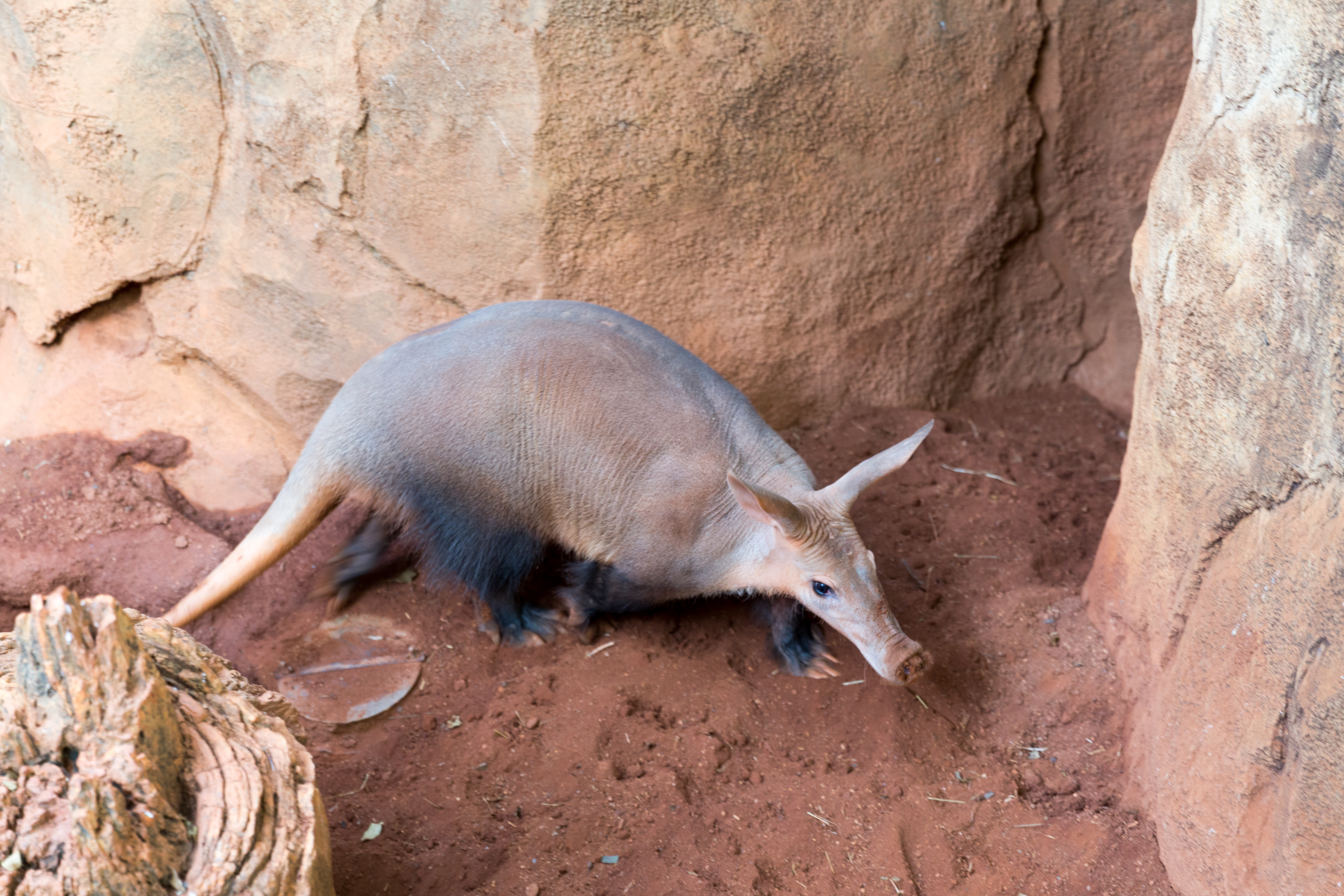
Erdferkel
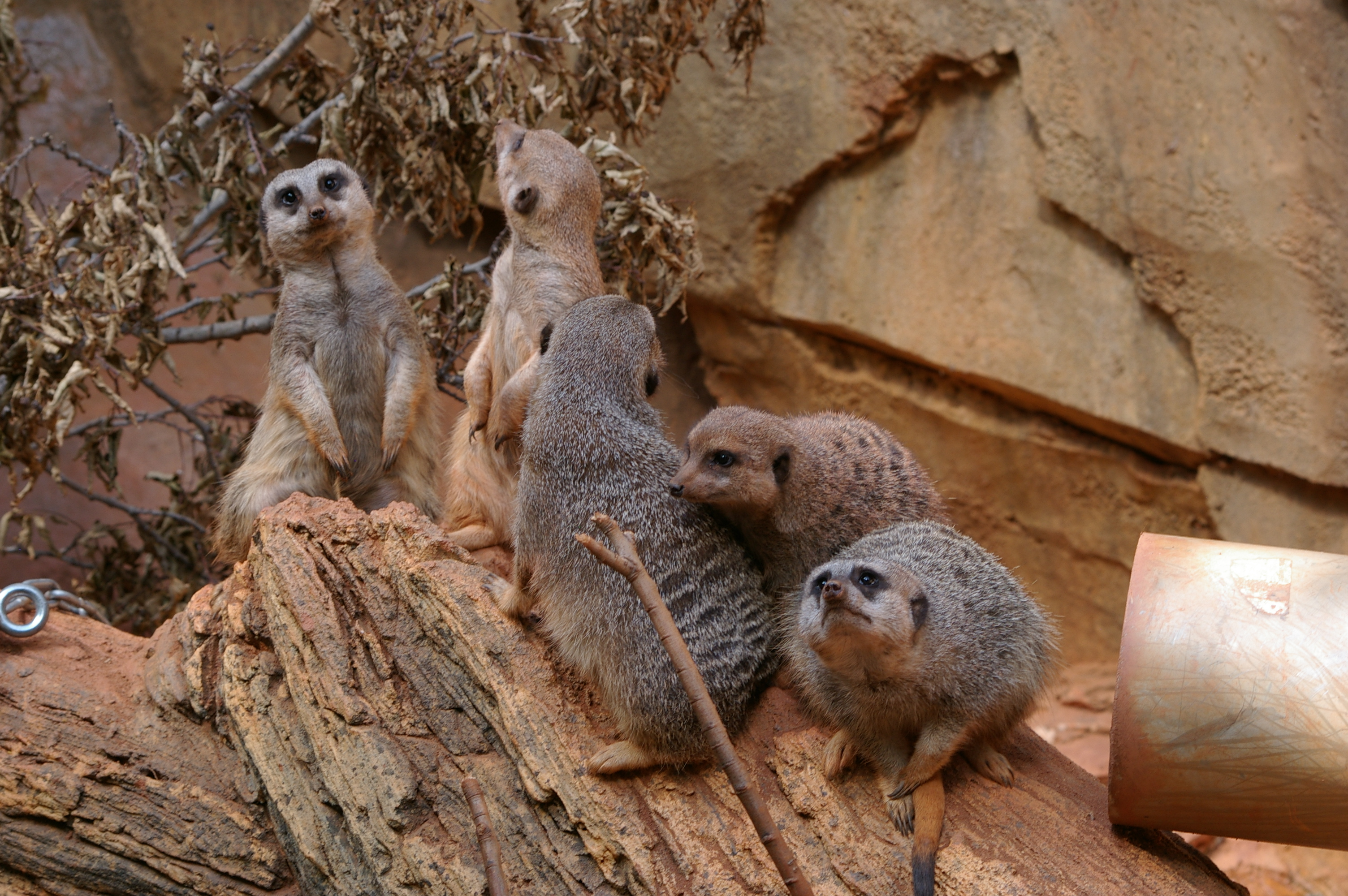
Erdmännchen
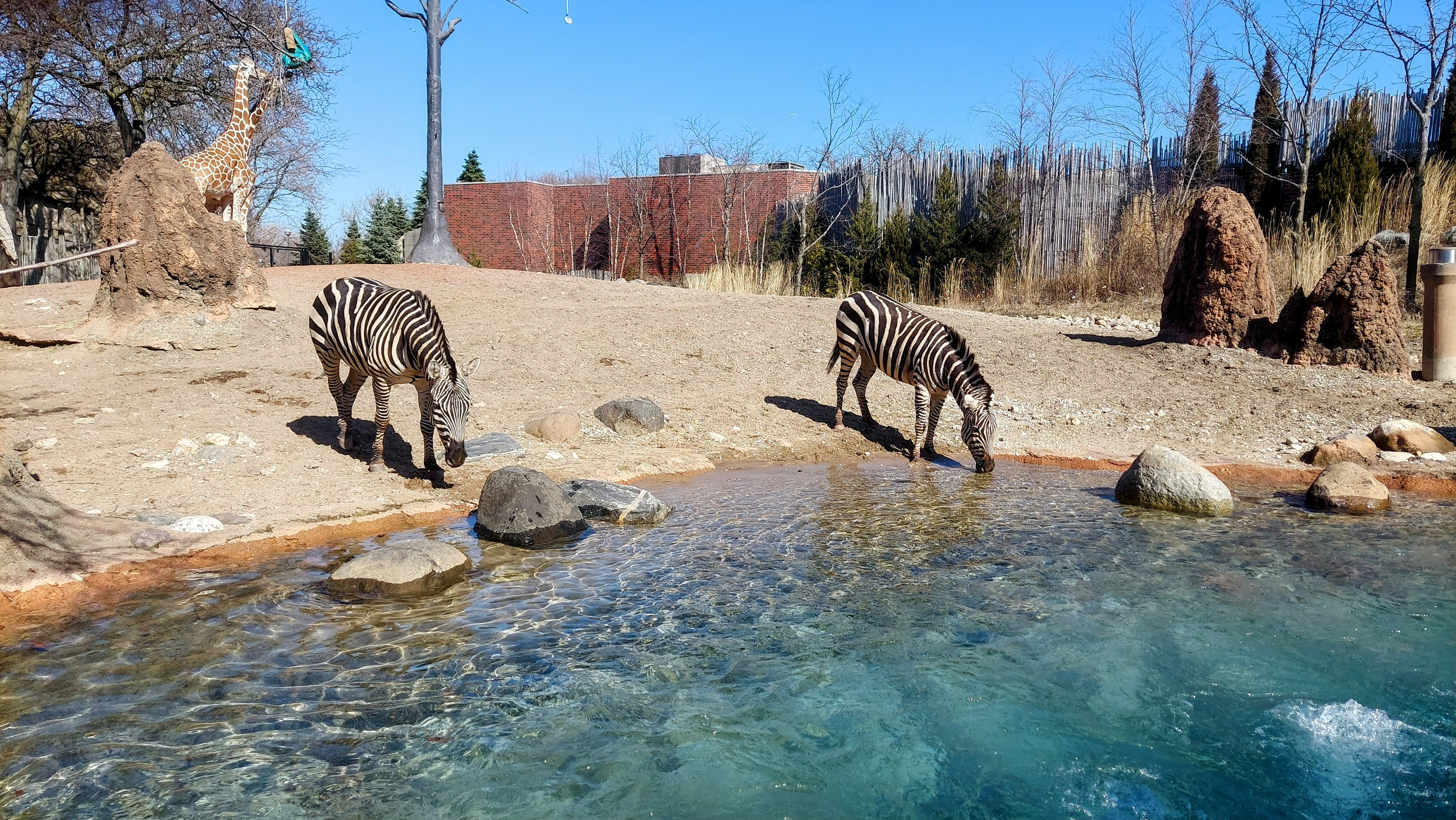
Zebras im Zoo